# Ars Antiqua
Ars Antiqua – zespół wokalny specjalizujący się w wykonawstwie muzyki dawnej. Jego repertuar obejmuj także utwory współczesne, opracowania muzyki ludowej, negro spirituals i kolędy.

## Historia
Ars Antiqua jest spadkobiercą chóru kameralnego o tej samej nazwie działającego w Warszawie od 1973 roku do końca lat 80. Założycielem i pierwszym dyrygentem chóru był Maciej Jaśkiewicz, obecnie działający w Kanadzie.

## Osiągnięcia
Zespół jest laureatem 10 krajowych i zagranicznych konkursów chóralnych, w których otrzymał wyróżnienia:
W kategorii ogólnej – 1994 Koniecpol – Nagroda Główna, 1995 Rumia – III w kat. A, 1996 Dautphetal (Niemcy) – Złoty medal, 1999 Międzyzdroje – Grand Prix.
W kat. zespołów wokalnych – 1995 Gorizia (Włochy) – II nagroda (I nie przyznano), 1998 Legnica – I nagroda im. Karlińskiego, 1997 Arezzo (Włochy) – III nagroda, 1998 Arezzo – II nagroda (I nie przyznano).
Nagrody specjalne – nagroda UE „Rinascimento Europeo” i nagroda wydawnictwa muzycznego Bärenreiter – Gorizia, nagroda Polskiego Radia „dla chóru o szczególnych walorach brzmieniowych” – Legnica 1996, nagroda „za wybitną interpretację” – Konkurs im. Mendelsshona w Dautphetal, nagroda „Największe wydarzenie artystyczne” – Międzyzdroje 1999.
Wykonanie muz. współczesnej – nagroda specjalna – Koniecpol, II nagroda – Międzyzdroje 1995, Nagroda Ministra Kultury i Sztuki, Międzyzdroje 1999
Udział w festiwalach: III Międzynarodowy Festiwal Chórów Jastrzębie-Zdrój, IV Międzynarodowe Spotkania Chóralne Chełm – 1994, Dni Muzyki Dawnej Żywiec (1994, 1997), „Concordia Vocis” i „Estate '98” na Sardynii (1998), II Międzynarodowy Festiwal Chóralny Szczecin 2000, Międzynarodowy Festiwal Muzyki Organowej i Kameralnej Radom – Orońsko (2001, 2002), Festiwal „Warsaw Gospel Days” (2001, -2, -3, -5, -6), Przegląd Chórów „Mater Misericordiae” Ząbki 2005, Spotkania Chórów Warszawskich „Cantate Domino” (2004, -6, -8), XX Ogólnopolski Festiwal Pieśni o Morzu Wejherowo 2008. Ponadto zespół koncertował we Włoszech, w Niemczech i na Litwie.

## Repertuar
Repertuar zespołu to ponad 290 utworów różnych epok i stylów, wykonywanych głównie a cappella.

## Nagrania
Ars Antiqua – Vocal Chamber Music, Dzieciątko się narodziło, Perły Renesansu, Vivaldi – w 260 roczn. śmierci, nagrania radiowe.